# Robert Breer
Robert Carlton Breer (Detroit, 30 de setembre de 1926 - 11 d'agost de 2011, Tucson, Arizona) va ser un cineasta, pintor i escultor experimental nord-americà.

## Vida i carrera
"Un membre fundador de l'avantguarda nord-americana" Breer va ser més conegut per les seves pel·lícules, que combinen pintura abstracta i representativa, rotoscòpia dibuixada a mà, imatges originals de pel·lícules de 16 mm i 8 mm, fotografies i altres materials.
Després d'experimentar amb l'animació de dibuixos animats de petit, va començar a fer les seves primeres pel·lícules experimentals abstractes mentre vivia a París entre 1949 i 1959, període durant el qual també va mostrar pintures i escultures cinètiques a galeries com la coneguda Galerie Denise René.
Breer va explicar algunes de les raons del seu pas de la pintura a la realització de cinema en una entrevista de 1976:
| « | Això era l'any 1950 o el 51... Tenia problemes amb un concepte, una noció molt rígida sobre la pintura que m'interessava, amb la qual estava involucrat, i aquesta era l'escola de Mondrian. […] La idea que tot s'havia de reduir al mínim, posar-lo al seu lloc i mantenir-hi. Em va semblar massa rígid, ja que podia arribar, almenys un cop a la setmana, a un nou "absolut". Vaig tenir la sensació que hi havia alguna cosa que suggeria que el canvi era una mena d'absolut. Així va ser com vaig entrar al cinema. | » |

Breer també va ensenyar a la Cooper Union de Nova York des de 1971 fins a 2001. Va rebre una beca Guggenheim el 1978.
Breer va morir l'11 d'agost de 2011 a casa seva, a Tucson.

## Influències
La seva filosofia i tècnica estètica van estar influenciades per una generació anterior de cineastes abstractes que incloïa Hans Richter, Viking Eggeling, Walter Ruttmann i Fernand Léger, l'obra del qual va descobrir mentre vivia a Europa. Breer també va ser influenciat pel concepte de Neoplasticisme descrit per Piet Mondrian i Victor Vasarely.

## Llegat
Es poden trobar publicacions acadèmiques sobre el treball de Breer i entrevistes amb l'artista a Robert Breer, A Critical Cinema 2: Interviews with Independent Filmmakers by Scott MacDonald, An Introduction to the American Underground Film by Sheldon Renan, Animation in the Cinema by Ralph Stephenson, and Film Culture magazine.
Breer va guanyar el Premi Maya Deren, presentat per l'American Film Institute.
La seva pel·lícula Eyewash es va incloure a Treasures from American Film Archives: American Avant-Garde Film 1947-1986' '.

## Arxius
Les següents pel·lícules són conservades per Anthology Film Archives:
- Form Phases I (1952)
- Form Phases II (1953)
- Form Phases III (1954)
- Form Phases IV (1956)
- Un Miracle (1954)
- Recreation (1956)
- Motion Pictures No. 1 (1956)
- Jamestown Baloos (1957)
- A Man and His Dog Out for Air (1957)
- Le Mouvement (1957)
- Eyewash (1959) – both versions
- Blazes (1961)
- Breathing (1963)
- Fist Fight (1964)
- 66 (1966)
- 69 (1969)
- 70 (1971)
- 77 (1970)
- Fuji (1974)
- Swiss Army Knife with Rats and Pigeons (1981)
- Bang! (1986)

Les següents pel·lícules són conservades per l'Academy Film Archive:
- Form Phases #4 (1954, preserved 2019)
- Sunday Morning Screenings (1960, a trailer for Cinema 16)
- Time Flies (1997, preserved 2018)
- Atoz (2000, preserved 2018)